# Mazzè
Mazzè és un comune (municipi) de la ciutat metropolitana de Torí, a la regió italiana del Piemont, situat a uns 30 quilòmetres al nord-est de Torí. A 1 de gener de 2019 la seva població era de 4.142 habitants.
Mazzè limita amb els següents municipis: Vische, Candia Canavese, Moncrivello, Caluso, Cigliano, Villareggia, Rondissone i Chivasso.